# Vuelta Femenina a Guatemala
La Vuelta Femenina a Guatemala (oficialmente: Vuelta Internacional Femenina a Guatemala) es una carrera ciclista por etapas femenina que se celebra anualmente en Guatemala y es la versión femenina de la carrera del mismo nombre.
La carrera fue creada en el año 2001, como una carrera amateur y a partir del año 2018 se unió al Calendario Internacional de Femenino de la UCI como competencia de categoría 2.2.

## Palmarés
| Año                                                     | Ganador              | Segundo                | Tercero                |           |
| ------------------------------------------------------- | -------------------- | ---------------------- | ---------------------- | --------- |
| 2001                                                    | Gabriela González    | Verónica Leal          | María Dolores Molina   |           |
| 2002                                                    | Gabriela González    |                        |                        |           |
| 2003                                                    | Evelyn García        | Karen Matamoros        |                        |           |
| 2004                                                    | Sindy Morales        |                        |                        |           |
| 2005                                                    | María Dolores Molina |                        |                        |           |
| 2006                                                    | María Dolores Molina |                        |                        |           |
| 2007                                                    | Adriana Rojas        | Sindy Morales          | Victoria Galvis        |           |
| 2008                                                    | Luz Adriana Tovar    | Adriana Rojas          | Damaris Gutiérrez      |           |
| 2009                                                    | Evelyn García        | Adriana Rojas          | Sindy Morales          |           |
| 2010                                                    | Evelyn García        | Ana Teresa Casas       | Magdalena Angulo       |           |
| 2011                                                    | Verónica Leal        | Mayra Del Rocio Rocha  | Erika Yépez            |           |
| 2012                                                    | Cynthia Lee          | Sindy Morales          | Heather Fischer        |           |
| 2013                                                    | Cynthia Lee          | Mariela Florinda Rodas | Florinda De León       |           |
| 2014                                                    | Emelyn Galicia       | Gabriela Soto          | Mariela Florinda Rodas |           |
| 2015                                                    | Florinda De León     | Gabriela Soto          | Emelyn Galicia         |           |
| 2016                                                    | Cynthia Lee          | Paula Guillen          | Angie Gómez            |           |
| 2017                                                    | Gabriela Soto        | Cynthia Lee            | Florinda De León       |           |
| hace parte del Calendario UCI Femenino en categoría 2.2 |                      |                        |                        |           |
| 2018                                                    | Marcela Prieto       | Flávia Oliveira        | Liliana Moreno         |           |
| 2019                                                    | Liliana Moreno       | Andrea Ramírez Fregoso | Estefanía Herrera      |           |
| 2020                                                    | cancelada            | cancelada              | cancelada              | cancelada |
| 2021                                                    | Lorena Colmenares    | Miryam Núñez           | Liliana Moreno         |           |
| 2022                                                    | cancelada            | cancelada              | cancelada              | cancelada |
| 2023                                                    | Lilibeth Chacón      | Karen Villamizar       | Gabriela Soto          |           |
| 2024                                                    | Valentina Basilico   | Lina Maria Rojas       | Natalia Garzón         |           |
| 2025                                                    |                      |                        |                        |           |

## Palmarés por países
| País        | Victorias |
| ----------- | --------- |
| Guatemala   | 9         |
| México      | 4         |
| Colombia    | 4         |
| El Salvador | 3         |
| Costa Rica  | 1         |
| Venezuela   | 1         |
| Italia      | 1         |